# Brooklands (Trafford)
Brooklands – dzielnica miasta Sale, w Anglii, w hrabstwie Wielki Manchester, w dystrykcie Trafford. Leży 1 km od centrum miasta Sale, 9,2 km od miasta Manchester i 259,6 km od Londynu. W 2011 roku dzielnica liczyła 10 434 mieszkańców.